# Chidi Okezie
Chidi Okezie (Nigeria, 8 de agosto de 1993) es un atleta nigeriano, especialista en la prueba de 400 m, en la que logró ser medallista de bronce africano en 2018

## Carrera deportiva
En el Campeonato Africano de Atletismo de 2018 celebrado en Asaba (Nigeria) ganó la medalla de bronce en los 400 metros, con un tiempo de 45.65 segundos, tras el botsuanense Baboloki Thebe (oro con 44.81 segundos) y el sudafricano Thapelo Phora (plata con 45.14 segundos).